# Bipinnaria

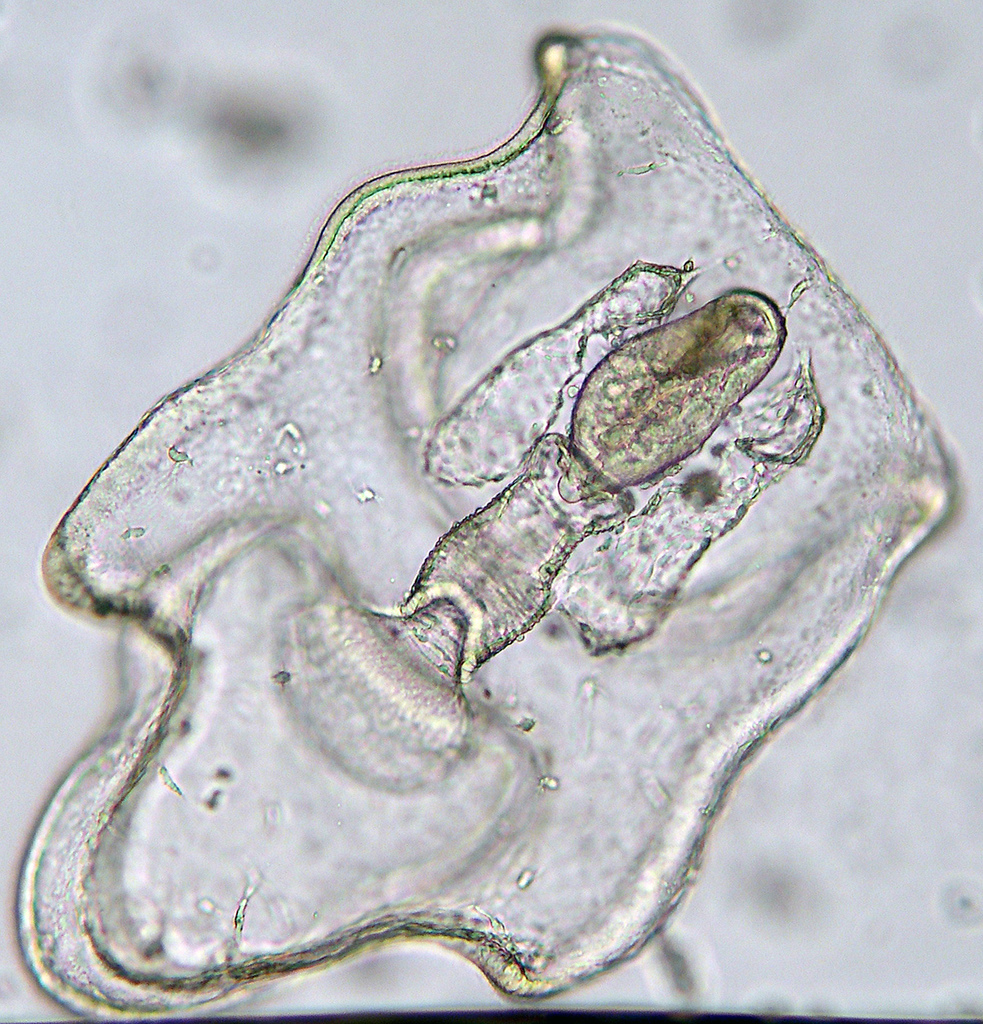
Bipinnaria

Die Bipinnaria ist eine Larvenform der Stachelhäuter (Echinodermata), die in der Individualentwicklung (Ontogenese) der Seesterne (Asteroida) vorkommt. Es handelt sich um eine bilateralsymmetrische Form, die meistens nach einer Metamorphose in die Brachiolaria umgewandelt wird. Die Bipinnaria lebt frei im Plankton, während sich die Brachiolaria mit einer Haftscheibe festsetzt. Bei wenigen Arten der Paxillosidae, etwa den Vertretern der Gattungen Luidia und Astropecten, wird keine Brachiolaria gebildet und es erfolgt eine direkte Umwandlung zum fertigen Seestern aus der Bipinnaria.
Namensgebend für diese Larve sind die zwei apikalen Flügel (von lateinisch bi „zwei“ und pinna „Flosse, Flügel“).